# Maxim (formație)
Maxim este o formație românească de muzică pop fondată în 15 iulie 2013 la București.

## Biografie

### Debutul
Maxim a fost o trupă de muzică pop, formată de Adrian Sînă în anul 2013. Medvedi, Ciobota și Sucilea au fost concurenți în cadrul emisiunii-concurs X Factor, iar Laiu, ultimul sosit în trupă, vine din Chișinău, Republica Moldova.
Primul single s-a numit "50/50" și s-a bucurat și de un videoclip. Piesa a fost compusă de liderul trupei Akcent în studiourile Premium Artist, însă nu a avut impact mare la public, așa cum sperau băieții și Sînă.

### 2014
În 2014, cei patru băieți au lansat melodia "Sarutari criminale" înregistrată în studioul Premium Artist Studio. Versurile piesei au fost scrise de Adrian Sînă. Clipul este cel de-al doilea videoclip al formației Maxim, regizor fiind Bogdan Păun, iar DOP, Alexandru Mureșan. Piesa a ajuns rapid la inimile ascultătorilor, videoclipul a strâns peste 14 milioane de vizualizări pe YouTube, devenind una dintre cele mai difuzate piese ale anului 2014.
Mai târziu, Maxim a lansat piesa "Vreau să te", o poveste despre libertate și spiritul de aventură. Melodia a fost compusă de Sînă și s-a bucurat de un mare succes în rândul fanilor, dar și de difuzări pe radiourile din țară, urcând cu rapiditate în clasamente.

### 2015
În 2015, trupa Maxim a lansat piesa "Noapte fără tine", o melodie de dragoste ce a devenit populară cu mai bine de o lună în urma, după ce a fost cântată live la un concert. Aceasta a beneficiat și de un videoclip regizat de Slava Sîrbu, filmat în mai multe locuri din Dobrogea
 Tot în 2015, trupa a lansat piesa "Atât de bine" și a colaborat cu Andrei Vitan pentru piesa "Am dragostea ta".
Schimbări
Sucilea și Ciobota au părăsit trupa pentru a urma o carieră solo. Aceștia au fost înlocuiți de Iulian Selea, fost concurent la Vocea României și Adi Istrate, participant la X Factor.

### 2016
În 2016, Maxim a lansat piesa "Te trag"

## Membri

### Foști
- Gabriel Ciobota
- Marcus Sucilea
- Bogdan Medvedi
- Alexander Laiu
- Adi Istrate
- Iulian Selea

## Piese
- 50%50 - 2013
- Sărutări criminale - 2014
- Vreau să te - 2014
- Noapte fără tine - 2015
- Atât de bine - 2015
- Am dragostea ta (feat. Andrei Vitan) - 2015
- Te trag - 2016
- Adu-ți aminte - 2016
- Fata n-are nicio vina - 2017
- Amar (feat. Laola) - 2018
- I Love U (feat. Ackym) - 2018
- Vivre (feat. REEA) - 2018

## Premii și nominalizări
| An   | Premiu                | Categorie      | Recipient | Rezultat     | Surse         |
| ---- | --------------------- | -------------- | --------- | ------------ | ------------- |
| 2014 | Romanian Music Awards | "Best New Act" | Maxim     | Câștigat     | [ 13 ] [ 14 ] |
| 2014 | Romanian Music Awards | "Best Song"    | Maxim     | Nominalizare | [ 13 ] [ 14 ] |
| 2014 | Romanian Music Awards | "Best Group"   | Maxim     | Nominalizare | [ 13 ] [ 14 ] |